# Auguste Schepp
Auguste Schepp (Wiesbaden, 3 de abril de 1846 — Freiburg im Breisgau, 12 de abril de 1905) foi uma pintora alemã de gênero, de interiores de edifícios e de natureza-morta das escolas de Munique e Düsseldorf.

## Biografia

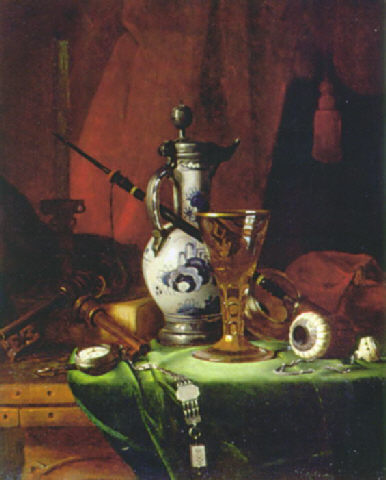
Stillleben mit Fayencekanne por Auguste Schepp

Schepp nasceu no dia 3 de abril de 1846, em Wiesbaden. Ela estudou com Eugen Napoleon Neureuther em Munique, e Karl Ferdinand Sohn em Düsseldorf. Em 1892 Schepp estabeleceu-se em Munique e tornou-se parte da Secessão de Munique. Ela exibiu⁣ o seu trabalho no Woman's Building na Exposição Colombiana Mundial de 1893 em Chicago, Illinois.
Schepp faleceu no dia 12 de abril de 1905 em Freiburg im Breisgau.